# 레이다르 크바멘
레이다르 오스발 크바멘(노르웨이어: Reidar Osvald Kvammen, 1914년 7월 23일~1998년 10월 24일)은 노르웨이의 전 축구 선수이자 감독이다.
그는 선수 생활을 전부 노르웨이의 바이킹 FK에서 보냈다.
또한 크바멘은 노르웨이 축구 국가대표팀으로 1936년 하계 올림픽 축구 부분에서 동메달을 목에 걸었으며, 2년 뒤인 1938년 FIFA 월드컵에도 참가하였다.